# جون مارشال (متسابق يخت)
جون مارشال (بالإنجليزية: John Marshall)‏ هو متسابق يخت أمريكي، ولد في 9 أبريل 1942 في سانتياغو في تشيلي.

## وصلات خارجية
- جون مارشال على موقع الاتحاد الدولي للملاحة الشراعية (موقع جديد) (الإنجليزية)
- جون مارشال على موقع الاتحاد الدولي للملاحة الشراعية (موقع قديم) (الإنجليزية)
- جون مارشال على موقع اللجنة الأولمبية الدولية (الإنجليزية)
- جون مارشال على موقع أوليمبيديا (الإنجليزية)